# シャーロットの贈り物
「シャーロットの贈り物」（シャーロットのおくりもの）は、日本の女性ミュージシャン、CHARAの7枚目のシングル。1993年5月21日にエピックレコードジャパンから発売された。

## 概要
丸井「ギフトキャンペーン」CMソング。
1995年にはリミックスを施した「シャーロットの贈り物 (IN THE MIX)」がシングル「THE SINGLES RE-MIXED」の1曲目に収録された。
ミュージックビデオは長年商品化されていなかったが、2021年のMV作品集『Chara's Time Machine - MUSIC FILMS -』にボーナストラックとして収録された。

## 収録曲
| #         | タイトル                 | 作詞      | 作曲            | 編曲      | 時間  |
| --------- | ------------------------ | --------- | --------------- | --------- | ----- |
| 1.        | 「シャーロットの贈り物」 | CHARA     | CHARA・浅田祐介 | 浅田祐介  | 4:28  |
| 2.        | 「PRIVATE BEACH」        | CHARA     | CHARA           | 浅田祐介  | 5:46  |
| 合計時間: | 合計時間:                | 合計時間: | 合計時間:       | 合計時間: | 10:14 |